# بورگ اشتارگارد
شهر بورگ اشتارگارد در ایالت مکلنبورگ-فورپومرن در کشور آلمان واقع شده است.